# FAB BOX
『FAB BOX』（ファブ・ボックス）は、フジファブリックのボックス・セット。2010年6月30日にリリース。

## 概要
- DVD2枚、CD3枚の計5枚組からなる完全生産限定BOX。「SINGLES 2004-2009」と同時発売。
- DVD2枚はインディーズ時代から2009年までの未発表レア映像が一挙に収録されている。1枚はライブ映像集、もう1枚はドキュメンタリーDVDとなっている。
- CD3枚はシングルのカップリング曲を完全網羅した「シングルB面集 2004-2009」、当時5000枚限定で発売され即完売したプレ・デビュー盤「アラモルト」復刻版、そしてカバー曲、レア音源を収録した「RARE TRACKS & COVERS」となっている。このうち、シングルB面集は全曲リマスタリングが施されている。また、「シングルB面集 2004-2009」の全曲及び「RARE TRACKS & COVERS」に収録の「陽炎 (acoustic version)」はiTunes Storeでも配信されている。

## 収録内容

### Disc 1 - DVD「FAB MOVIES LIVE映像集」
1. お月様のっぺらぼう
2. 笑ってサヨナラ
#1, #2：2003年12月31日　新宿LOFT 『THE FINAL OF 2003 ～第1部～ presented by SHINJUKU LOFT』「アラモード」全曲ライブより
3. 線香花火
2003年12月31日　下北沢SHELTER 『THE FINAL OF 2003　presented by SHELTER 二部』での「アラカルト」全曲ライブより
4. 桜の季節
2004年4月13日　新宿LOFT 『SHINJUKU LOFT 5TH ANNIVERSARY ～LOFT POWER PUSH！DX』より
5. NAGISAにて
6. 陽炎
#5, #6：2004年12月5日　渋谷CLUB QUATTRO 『1st フルアルバム「フジファブリック」発売記念 「TOKYO MIDNIGHT」』より
7. 赤黄色の金木犀
2005年7月21日　SHIBUYA-ＡＸ 『フジファブリックTOUR RAINBOW OF SUMMER 2005』より
8. 虹
2005年8月6日　茨城国営ひたち海浜公園(LAK STAGE) 『ROCK IN JAPAN FESTIVAL 2005』より
9. ベースボールは終わらない
2005年11月12日　神戸CHICKEN GEORGE 『MONONOKE JACARANDA TOUR』より
10. モノノケハカランダ
2006年1月23日　SHIBUYA-AX 『MONONOKE JACARANDA TOUR』より
11. TAIFU
2006年1月23日　SHIBUYA-AX 『MONONOKE JACARANDA TOUR』より
12. 東京炎上
2006年7月14日　Zepp Tokyo 『KANAZAWA DAISUKE AID』より
13. 地平線を越えて
2007年7月27日　新潟苗場スキー場(RED MARQUEE) 『FUJI ROCK FESTIVAL 2007』より
14. Surfer King
2007年8月18日　北海道石狩湾新港樽川ふ頭横野外特設ステージ(EARTH TENT) 『RISING SUN ROCK FESTIVAL 2007 in EZO』より
15. ロマネ
16. 浮雲
17. 星降る夜になったら
18. 茜色の夕日
#15〜#18：2008年5月31日　富士五湖文化センター 『TEENAGER FANCLUB TOUR』より
19. Sugar!!
20. 銀河
#19, #20：2009年3月26日　赤坂BLITZ 『フジファブリック × FUJIFABRIC』より

### Disc 2 - DVD「FAB MOVIES DOCUMENT映像集」
- インディーズ時代から2009年までのライブ、レコーディング、オフショットなどの未発表レア映像を収録。

### Disc 3 「シングルB面集 2004-2009」
1. 桜並木、二つの傘 (4:57)
（作曲：志村正彦）
1stシングルc/w
2. NAGISAにて (3:11)
（作曲：志村正彦）
2ndシングルc/w
3. 虫の祭り (5:13)
（作曲：志村正彦）
3rdシングルc/w
4. 黒服の人 (5:50)
（作曲：志村正彦）
4thシングルc/w
5. ダンス2000 (4:41)
（作曲：志村正彦）
5thシングルc/w
6. 蜃気楼 (5:56)
（作曲：志村正彦）
6thシングルc/w。オダギリジョー主演の映画「スクラップ・ヘブン」主題歌。
7. ムーンライト (4:24)
（作曲：志村正彦）
6thシングルc/w
8. 東京炎上 (4:27)
（作曲：志村正彦）
7thシングルc/w
9. Day Dripper (4:19)
（作曲：志村正彦）
8thシングルc/w
10. スパイダーとバレリーナ (3:02)
（作曲：山内総一郎）
9thシングルc/w
11. Cheese Burger (1:07)
（作曲：山内総一郎）
9thシングル 初回限定盤ボーナストラック
12. セレナーデ (4:25)
（作曲：志村正彦）
10thシングルc/w
13. 熊の惑星 (3:02)
（作曲：加藤慎一）
10thシングルc/w
14. ルーティーン (3:38)
（作曲：志村正彦）
11thシングルc/w

全曲　作詞：志村正彦、編曲：フジファブリック

### Disc 4 「アラモルト」復刻版
- 「アラモルト」の項を参照。復刻版なので少し違いがある。（バーコードがないなど）

### Disc 5「RARE TRACKS & COVERS」
1. MONKEY MAGIC (3:38)
（作詞：奈良橋陽子　作曲：タケカワユキヒデ　編曲：フジファブリック）
ゴダイゴのカバー。
2004年11月28日、TOKYO FM「ACCESS ALL AREA」にてO.A.された未収録音源。コーラスとして当時プロデューサーであった片寄明人が参加。
2. Love (5:05)
（作詞・作曲：John Lennon　編曲：フジファブリック）
ジョン・レノンのカバー。トリビュートアルバム「HAPPY BIRTHDAY,JOHN」収録
3. 開店休業 (3:40)
（作詞・作曲：阿部義晴　編曲：フジファブリック）
ユニコーンのカバー。トリビュートアルバム「ユニコーン・トリビュート」収録
一部の商品では歌詞カードにミスプリントが発生した（本曲の歌詞が途中で終わっている）。
4. I WANT YOU (6:38)
 （作詞・作曲：John Lennon, Paul McCartney　編曲：フジファブリック）
THE BEATLESのカバー。トリビュートアルバム「LOVE LOVE LOVE」収録
5. FOUR SEASONS (4:49)
（作詞・作曲：吉井和哉　編曲：フジファブリック）
THE YELLOW MONKEYのカバー。トリビュートアルバム「THIS IS FOR YOU〜THE YELLOW MONKEY TRIBUTE ALBUM」収録
6. 陽炎 <acoustic version> (3:54)
（作詞・作曲：志村正彦）
2003年5月30日、「陽炎」のデモ・レコーディング時に録音された未発表音源。
四季盤の抽選特典に収録されたライブ版acoustic verとは少し違っている。
曲終了後、次曲へ繋がる空白部分（ギャップ）にMCが収録されているため、iTunesなど再生機器では4分58秒となる。
7. Master Line (4:59)
（作詞・作曲：志村正彦　編曲：フジファブリック）
2006年5月3日、日比谷野外大音楽堂で初披露された未収録ライブ音源。DVD「Live at 日比谷野音」には未収録。歌詞はライブ当日に志村が書き上げた。
曲が始まる前のギャップに、当日のMCが収録されている。
8. シェリー (3:57)
（作詞・作曲：志村正彦　編曲：フジファブリック）
2006年2月、「ロマネ」のデモ・レコーディング時に録音された未発表音源。